# Roberto Giovanni F. Roberti
Roberto Giovanni F. Roberti, italijanski rimskokatoliški duhovnik, škof in kardinal, * 23. december 1788, San Giusto, † 7. november 1867.

## Življenjepis
30. septembra 1850 je bil povzdignjen v kardinala in imenovan za kardinal-diakona S. Maria in Domnica; 16. marca 1863 je bil imenovan še za S. Maria ad Martyres.